# Козоріз Іван Миколайович
Іван Миколайович Козоріз (нар. 14 вересня 1979, Київ, УРСР, СРСР) — колишній український футболіст, що грав на позиції півзахисника.

## Кар'єра гравця
Розпочав займатися футболом у Києві. Перший тренер — Андрій Леонідович Броварник, який працював з групою дітей 1979 року народження. Займався з цим наставником з 9-ти до 16-ти років. Разом з ним займалися майбутні професійні футболісти Руслан Ярош, Сергій Козир, Олександр Бабак, Володимир Остроушко, Владислав Савчук, Олександр Алексієнко. Окрім того, декілька людей з тієї групи професійно виступають у мініфутболі та пляжний футболі.
Після закінчення школи потрапив у «Оболонь-ППО», далі був «Борисфен» куди його запросив Сергій Морозов. Потім півтора року грав у Польщі, після чого повернувся в Україну. В Україні футбольну кар'єру розпочав 12 серпня 2000 року в друголіговому клубі «Систему-Борекс», захищав кольори першолігового китайського клубу «Шеньсі Голі». Взимку 2005 року перейшов у сімферопольську «Таврію», в складі якої 13 березня 2005 року зіграв перший матч у Вищій лізі. В команді не заграв і влітку 2006 року був відданий в оренду в «Закарпатті», незабаром був викуплений клубом. У сезоні 2007/08 років «Закарпаття» покинуло Вищу лігу. Іван побував на перегляді в клубі «Львів», міг опинитися в «Металісті». Але контракт підписав з ФК «Харків». У сезоні 2008/09 років «Харків» вилетів у Першу лігу, а Козоріз отримав статус вільного агента й повернувся в «Закарпаття».
У лютому 2010 року перейшов у маріупольський «Іллічівець», контракт підписав за схемою «1+1». Після закінчення дії контракту покинув клуб, не продовживши його. Потім грав за ФК «Прикарпаття» і ФК «Нафтовик-Укрнафта». Сезон 2012/13 років провів у «Полтаві», після чого контракт з футболістом не був продовжений.
Після Полтави виступав за низку аматорських клубів з чемпіонату Київської області, зокрема за «Чайку» (Петропавлівська Борщагівка), «Сокіл» (Михайлівка-Рубежівка) та ФК «Вишневе».

## Особисте життя
Має дружину Наталію та доньку Дарію.

## Досягнення
- Перша ліга чемпіонату України
  -  Срібний призер (1): 2007

- Друга ліга чемпіонату України
  -  Чемпіон (1): 2002